# Лысенко, Владислав Витальевич
Владислав Витальевич Лысенко (род. 12 марта 1995, Киев) — российский хоккеист, защитник.

## Биография
Уроженец Киева, воспитанник казанского «Ак Барса». На драфте КХЛ 2011 года был выбран под 29-м номером клубом «Атлант» Мытищи, сезон 2011/12 начал в команде МХЛ «Атланты», затем перешёл в клуб USHL «Уотерлу Блэк Хокс». На импорт-драфте CHL 2012 года был выбран под 37-м номером клубом QMJHL «Шербрук Финикс», где провёл полтора сезона. В сезоне 2013/14 также выступал в клубах QMJHL «Валь-д’Ор Форёрз» и «Шарлоттаун Айлендерс».
Летом 2014 года тренировался в «Атланте», 28 августа подписал контракт с «Витязем». Сезон провёл в команде МХЛ «Русские витязи», сыграв в КХЛ четыре матча. 22 августа 2015 года подписал контракт с «Адмиралом». Провёл один матч в КХЛ и 41 — за «Сокол» Красноярск в ВХЛ. 5 августа 2016 года был командирован в ХК «Сахалин» из Азиатской хоккейной лиги, где и провёл сезон. По одному сезону отыграл в ВХЛ за команды «Горняк» Учалы, «Молот-Прикамье» Пермь и «Чэнтоу». 14 сентября 2020 подписал контракт с клубом белорусской Экстралиги «Металлург» Жлобин. 18 декабря был выставлен на драфт отказов и через 10 дней покинул клуб. 11 января 2011 года подписал соглашение с украинским клубом «Сокол» Киев, следующий сезон отыграл в ХК «Мариуполь». В сезоне 2022/023 выступал в клубе чемпионата Польши «Санок». С сезона 2023/24 — в команде второго дивизиона Италии «Фельтре».
Участник чемпионата мира среди юниоров 2013 в Сочи.